# Daromin
Daromin – wieś sołecka w Polsce położona w województwie świętokrzyskim, w powiecie sandomierskim, w gminie Wilczyce.
Prywatna wieś duchowna położona była w drugiej połowie XVI wieku w powiecie sandomierskim województwa sandomierskiego.
W latach 1954–1961 wieś należała i była siedzibą gromady Daromin. W latach 1975–1998 miejscowość administracyjnie należała do województwa tarnobrzeskiego.
Kościół pw. Matki Bożej Królowej Polski, został wybudowany w 1972 w miejsce drewnianego w erygowanej w roku 1937 Parafii Matki Bożej Królowej Polski w Darominie.
Pierwszy, drewniany kościół z 1937 roku, projektu Michała Niedzielskiego, uległ zniszczeniu podczas walk w 1944 r.

## Części wsi
| SIMC    | Nazwa              | Rodzaj    |
| ------- | ------------------ | --------- |
| 0809368 | Błota              | część wsi |
| 0809374 | Dworskie           | część wsi |
| 0809380 | Gościniec          | część wsi |
| 0809397 | Kolonie            | część wsi |
| 0809405 | Sadłowskie Kolonie | część wsi |
| 0809411 | Suche Łąki         | część wsi |

## Historia
Daromin, w dokumentach Daronino, u Długosza Duronyn, wieś w powiecie sandomierskim, parafii Jankowice.
Wymieniony w akcie uposażenia klasztoru klarysek w Zawichoście, jako wieś, należąca do grodu w Zawichoście. (Kod. Mał., I, 53).
W połowie XV w. własność klasztoru Panien Klarysek św. Andrzeja w Krakowie, miała 18 łanów kmiecych karczmę z rolą, folwark i sołtystwo z folwarkiem, 3 łany kmiece.

Dziesięcinę, wartości do 33 grzywien pobierał biskup krakowski. Przy wsi leżały wielkie łąki, powstałe na rolach, istniejącej tu poprzednio wsi: Brześciany, zabrane następnie przez króla i oddane grodowi w Sandomierzu. (Długosz L.B.t.II s.496, t.III s.316).
Więcej o Darominie w wieku XIX → Daromin, [w:] Słownik geograficzny Królestwa Polskiego, t. I: Aa – Dereneczna, Warszawa 1880, s. 906. w słowniku